# Habay
Habay är en kommun i Belgien.   Den ligger i provinsen Luxemburg och regionen Vallonien, i den sydöstra delen av landet, 150 km sydost om huvudstaden Bryssel. Antalet invånare är 8 140.
I omgivningarna runt Habay växer i huvudsak blandskog. Runt Habay är det ganska tätbefolkat, med 72 invånare per kvadratkilometer.